# Tiergarten Kleve
Koordinaten: 51° 47′ 56,7″ N, 6° 7′ 18,7″ O

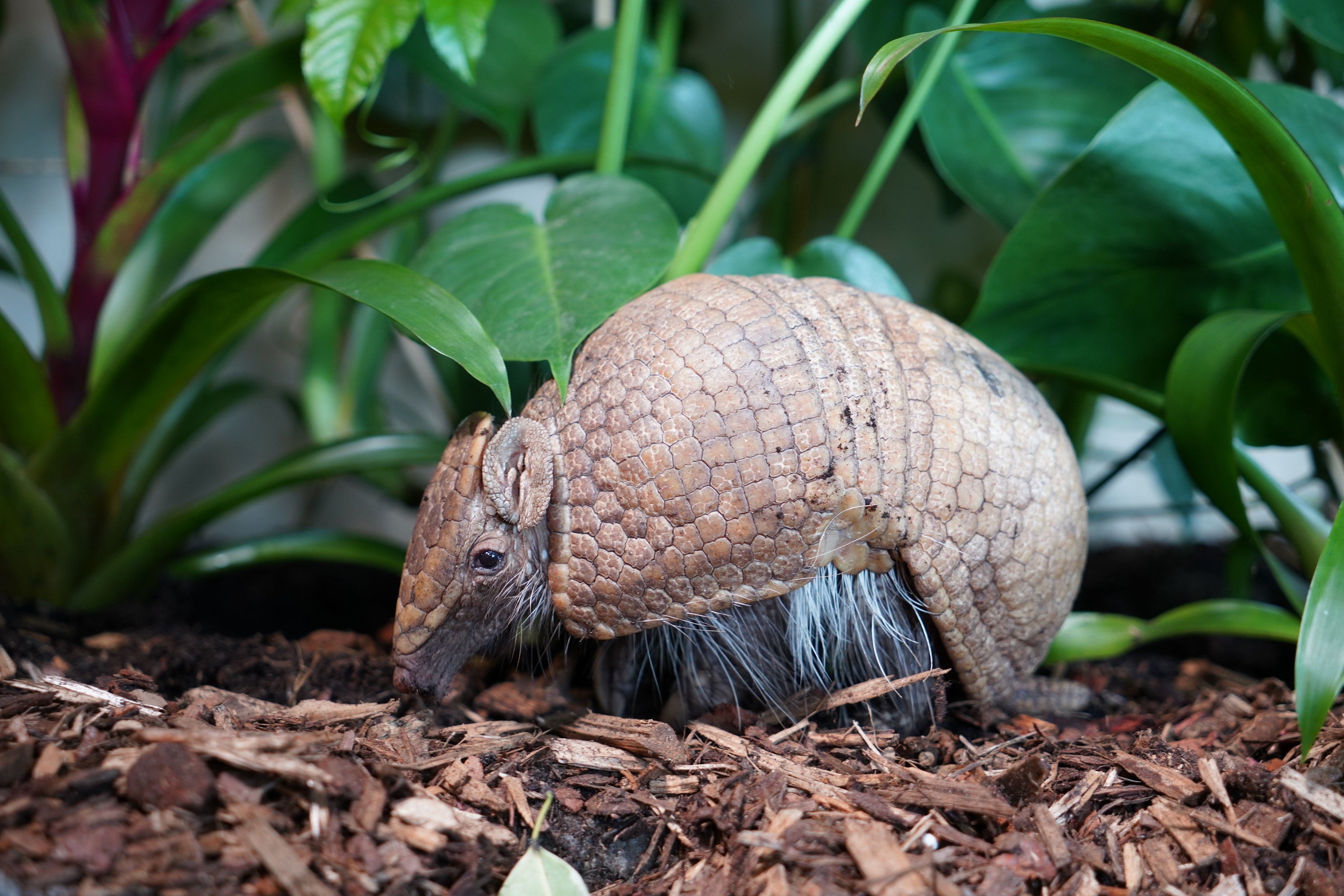
Kugelgürteltier im Tiergarten Kleve

Der Tiergarten Kleve ist ein Zoo in Kleve (Nordrhein-Westfalen). Er beherbergt etwa 350 Tiere mit dem Schwerpunkt auf zumeist alten, bedrohten Haustierrassen. Im Rahmen des Europäischen Erhaltungszuchtprogramms (EEP) hält er auch Zweifarbentamarine und Kleine Pandas. Träger ist der Verein Tiergarten Kleve e. V. Seit Januar 2021 leitet der diplomierte Tierarzt Martin Polotzek den 6 Hektar großen Park. Mit der neuen Leitung setzt sich der Park auch mehr für gefährdete Wildtiere ein: So leben seit 2021 auch Maras und Gürteltiere im Tiergarten. Auch ein Artenschutztag wurde 2021 erstmals durchgeführt.
Eine Besonderheit des „Familienzoos“ ist die Nähe zum Tier, wobei die Besucher die meisten Tiere mit im Park erhältlichem Futter aus der Hand füttern können. Mit einem neuen Masterplan soll die zukünftige Ausrichtung des Parks festgelegt werden. So sind im Jahr 2023 bereits neue Anlagen für Zwergseidenäffchen und Kleine Pandas entstanden, die authentische Lebensräume der Tierarten zeigen.
Mit rund 200.000 Gästen im Jahr 2024 ist er die meistbesuchte Freizeiteinrichtung in Kleve.
Der Tiergarten grenzt an die Parkanlage Neuer Tiergarten und ist von der Straße aus am Säulenstandbild „Neuer Eiserner Mann“ bereits gut zu sehen.

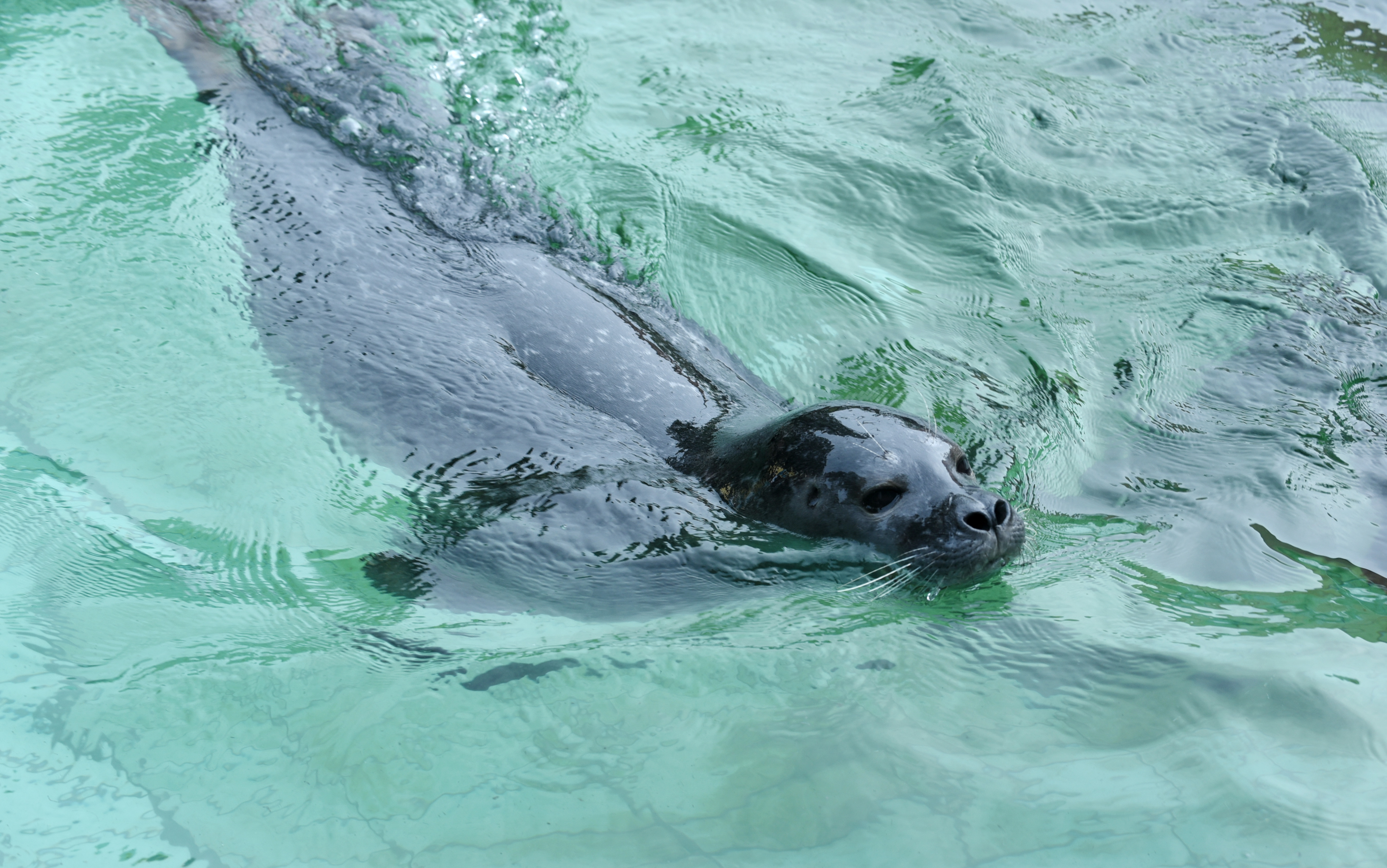
Bis Anfang 2023 lebten auch Seehunde im Tiergarten Kleve

## Tierbestand
Insgesamt werden etwa 50 Tierarten bzw. -rassen gehalten:
Esel
- Asiatischer Esel (Kulan)
- Hausesel
- Österreichisch-Ungarischer Barockesel
- Poitou-Esel
- Zwergesel

Pferde
- Noriker
- Przewalski-Pferd
- Shetland-Pony

Rinder
- Pinzgauer Rind

Schafe
- Bentheimer Landschaf
- Jakobschaf
- Ouessantschaf
- Rhönschaf
- Soay-Schaf
- Ungarisches Zackelschaf

Schweine
- Bentheimer Schwein
- Mangalica-Schwein (Wollschwein)
- Wildschwein

Ziegen
- Bulgarische schraubenhörnige Langhaarziege
- Owambo-Hängeohrziege
- Walliser Schwarzhalsziege
- Westafrikanische Zwergziege

Weitere Säugetiere
- Erdmännchen
- Europäischer Damhirsch
- Frettchen
- Große Mara
- Kurzohr-Rüsselspringer
- Lama
- Alpaka
- Polarfuchs
- Seehund
- Südliches Kugelgürteltier
- Trampeltier
- Weißbüscheläffchen
- Weißschwanz-Stachelschwein
- Westlicher Kleiner Panda

Vögel
- Blauer Pfau
- Mäusebussard
- Nymphensittich
- Strauß
- Weißkopfseeadler

## Masterplan
Am 23. Juni 2022 stellte der Tiergarten Kleve den neuen Masterplan Tiergarten Kleve 20+ vor, mit dem sich der Zoo zu einem modernen Natur- und Artenschutzzentrum wandeln möchte. In acht Themenbereichen sollen künftig die Gäste sowohl gefährdete Nutztiere als auch vom Aussterben bedrohte Wildtiere hautnah erleben können. Neben einer neuen Robbenanlage sowie dem Bau eines begehbaren Geheges für Pinguine soll auch die größte Weißkopfseeadleranlage Europas entstehen. Weitere geplante Themenbereiche sind Südamerika, Asien, Afrika, ein Schaubauernhof sowie eine begehbare Australienvoliere mit Wellensittichen und Parmakängurus.

## Anlagen

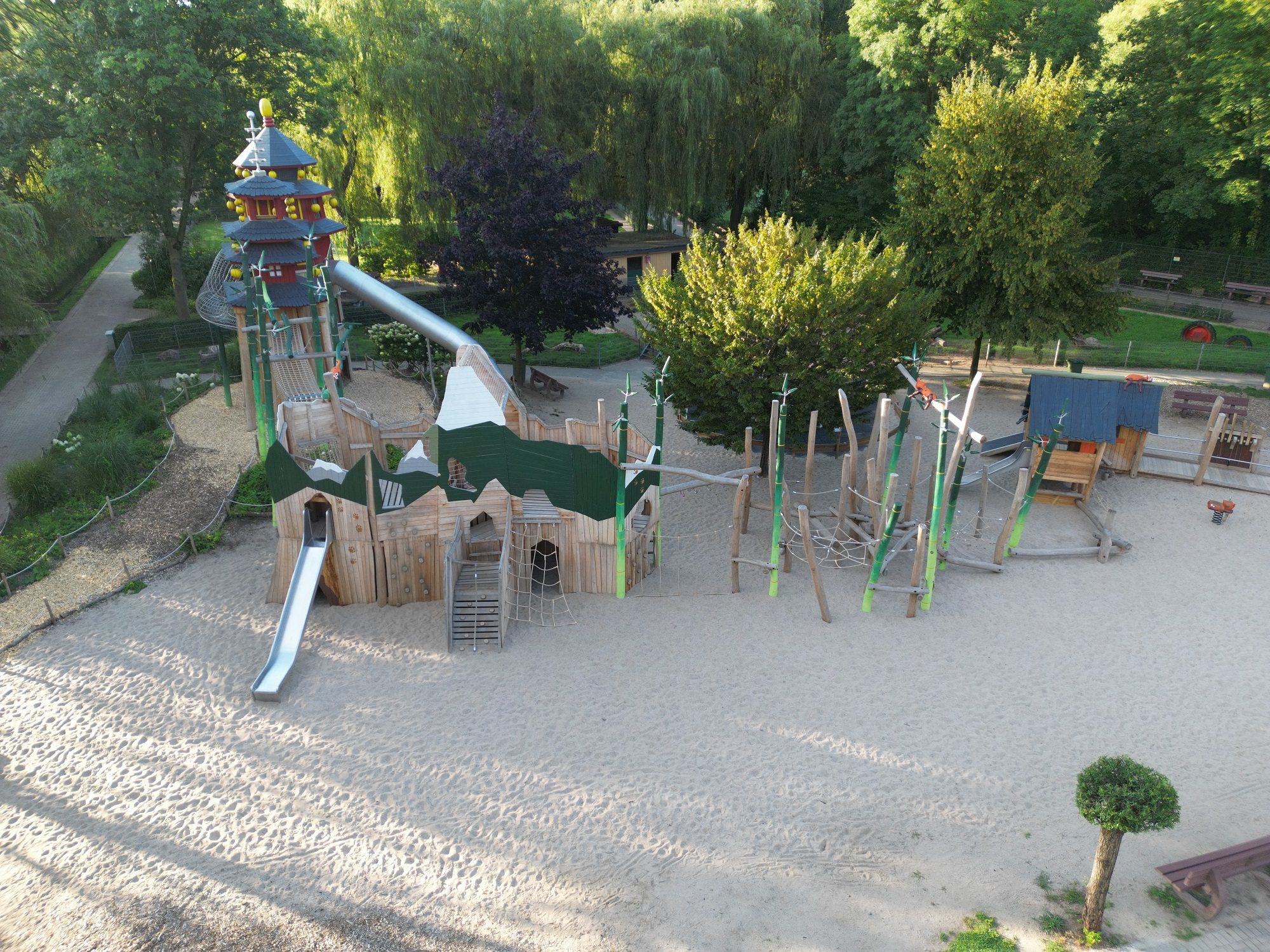
Playmore Fantasy-Abenteuerspielplatz im Tiergarten Kleve

Im Zuge des Masterplans „Tiergarten Kleve 20+“ wandelt der Tiergarten Kleve sein Gesicht und hat bereits wenige Monate nach der Masterplanveröffentlichung die ersten Neuheiten präsentiert: Am 6. April 2023 eröffnete die neue Anlage für Rote Pandas, die eine authentische Nachbildung des Himalaya-Gebirges sein soll und mit Kunstfelsen, einem Tempel sowie Gebetsfahnen und originalen Masken nepalesisches Flair nach Kleve bringen soll. Nur wenige Wochen später konnte der Zoo die Eröffnung des Playmore Fantasy-Abenteuerspielplatzes feiern, der mit einer asiatischen Thematisierung als einer der schönsten Spielplätze am Niederrhein gilt. Weitere neue Anlagen im Jahr 2023 sind an eine alte Amazonas-Fischerhütte angelegte Affenhäuser, die die neue Heimat für Zwergseidenäffchen und Zweifarbtamarine sind, sowie eine Nordamerikaanlage für Streifenskunks und Nordamerikanische Baumstachler.

## Berühmte Tiere
Der weibliche Rote Panda „Kamala“ lebt seit Juni 2022 im Tiergarten Kleve und wurde durch ihre Malkünste bekannt: Mit Fingerfarbe auf den Pfoten malte sie einzigartige Bilder, die der Tiergarten Kleve für einen guten Zweck verkauft hat. Ein Teil des Erlöses ist an das Artenschutzprojekt Red Panda Network in Nepal geflossen, der andere Teil in den Neubau der Roten Pandaanlage im Tiergarten Kleve. Teilweise wurden die Bilder auch öffentlich ausgestellt. Eines der Bilder ist sogar ins Heimatland der Roten Pandas nach Nepal gereist.

## China Lights

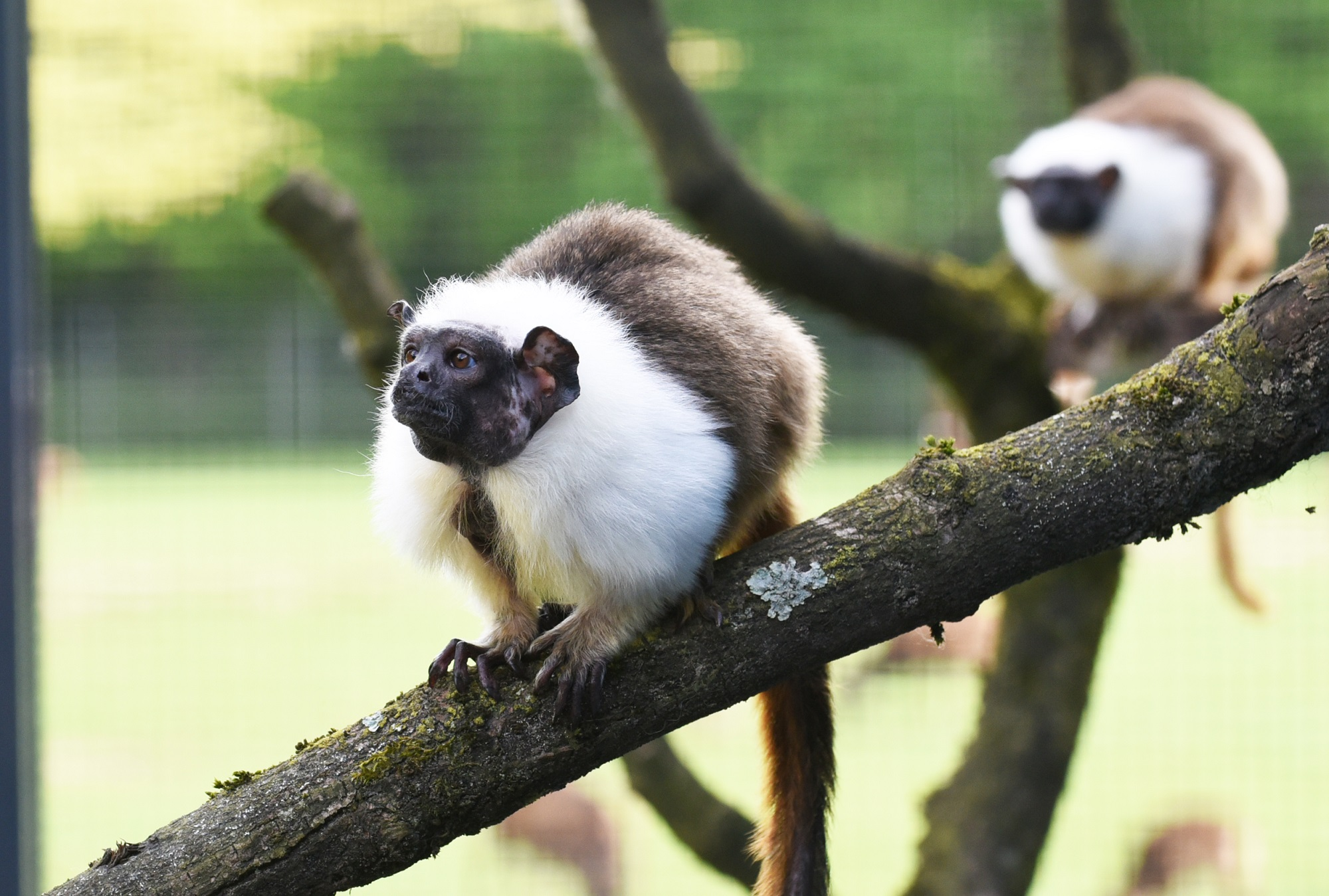
Zweifarbentamarine im Tiergarten Kleve

Anlässlich seines 65-jährigen Bestehens veranstaltete der Tiergarten Kleve das Lichterevent China Lights, bei dem vom 10. Februar bis zum 30. März 2024 allabendlich tausende LEDs chinesische Laternen in Tiergestalt zum Leuchten brachten. Über 60.000 Gäste besuchten diese Sonderausstellung, was sie zu einer der größten Veranstaltungen am Niederrhein machte. Um die Tiere nicht zu stören, wurden die Bereiche mit besonders empfindlichen Tieren wie dem Südlichen Kugelgürteltier oder den Zwergseidenäffchen ausgespart. Alle anderen Tiere hatten Rückzugsmöglichkeiten und zeigten sich trotz der Lichtershow entspannt. Die Weißkopfseeadler brüteten während der China Lights sogar zum ersten Mal.

## Weblinks

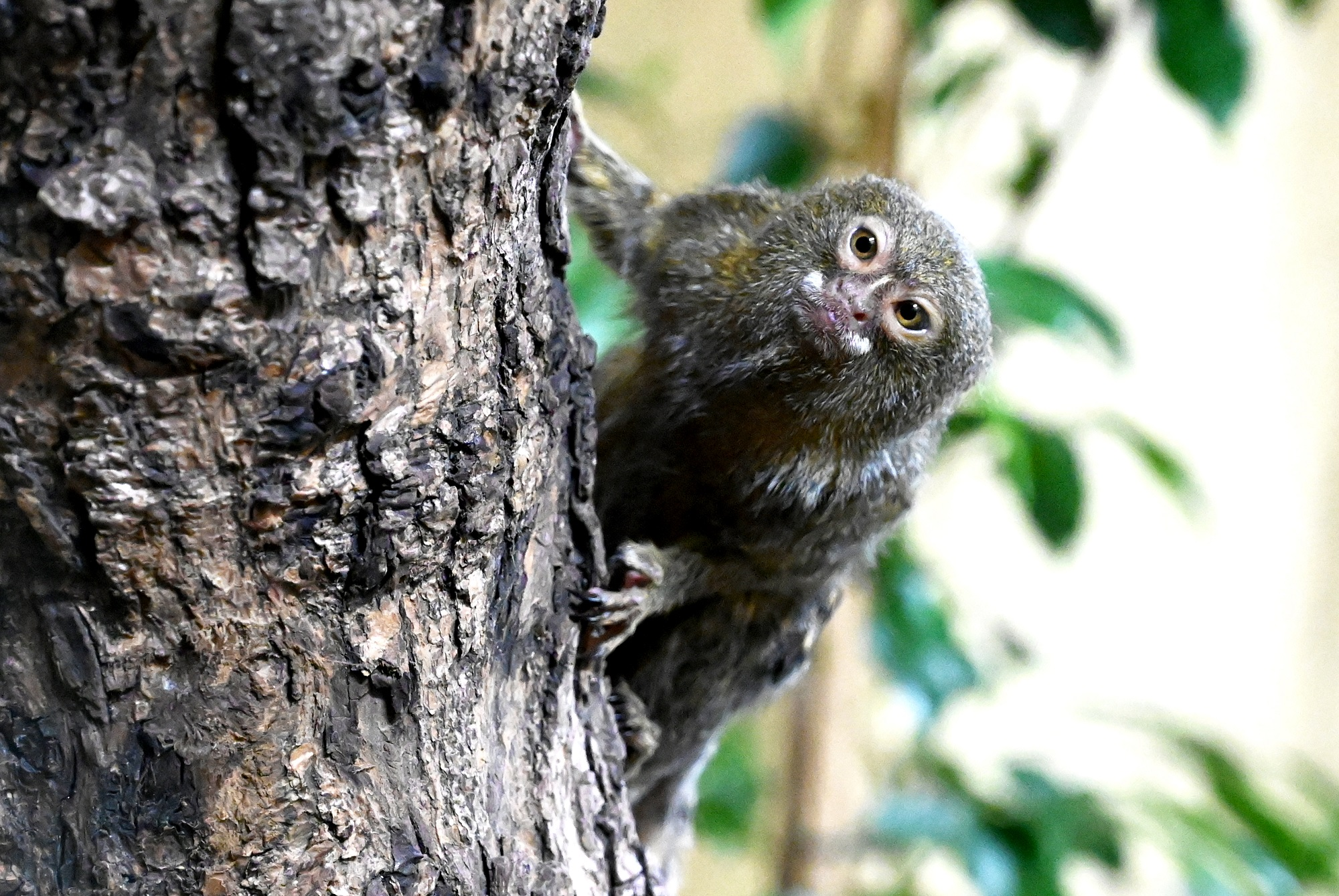
Zwergseidenäffchen im Tiergarten Kleve